# デニス・テン
デニス・ユーリエヴィチ・テン（カザフ語: Денис Юрьевич Тен、英語: Denis Yuryevich Ten、1993年6月13日 - 2018年7月19日）は、カザフスタンのフィギュアスケート選手（男子シングル）。2014年ソチオリンピック銅メダリスト。アルマトイ出身。
主な競技成績は、2014年ソチオリンピック銅メダル、2013年世界選手権2位、2015年世界選手権3位、2015年四大陸選手権優勝、2017年冬季ユニバーシアード優勝など。カザフスタンにフィギュアスケート競技初のオリンピックメダルをもたらした選手である。
2018年7月19日、自家用車のミラーを盗もうとした男二人組にナイフで刺され、アルマトイ市内の病院で死亡した。

## 人物
大韓帝国時代の軍人閔肯鎬の玄孫にあたり、テン自身は朝鮮系カザフスタン人いわゆる高麗人である。
プロヴァイオリニストである母親の影響で7歳から5年間音楽学校に通い、ピアノと合唱を学んだ。2002年にはカザフスタン少年合唱団員の一員として、韓国釜山で開かれた世界合唱大会に出場し2位になった事があり、「音楽は自分にとってとても重要な存在」と語っている。それ以外にもテコンドー、空手、テニス、水泳、器械体操などに挑戦した事がある。
好きなスケーターにはアレクセイ・ヤグディン、イリヤ・クーリック、エヴァン・ライサチェク、ブライアン・ジュベールらを挙げている。
浅田真央や髙橋大輔などの日本人スケーターとも親交が厚く、2014年には母国カザフスタンで主催したアイスショー「デニス・テン＆フレンズ」に出演者としてふたりを招待している。特に浅田真央とはタチアナ・タラソワ、ローリー・ニコルを介して接点が多い。
2014 - 2015シーズン以降、自身のコスチュームを着た『テッド (映画)』の主人公テッドを模したクマのぬいぐるみをファンからプレゼントされることが恒例となっていた。2015年上海で開催された世界選手権において、フリースケーティング後のプレスカンファレンスの場で、こうしたファンからのサポートに対して感謝の意を表した。
2015年にマレーシアで開かれた2022年冬季オリンピックの開催地選考では、北京と最後まで開催地を争ったアルマトイのアンバサダーを務めた。

## 競技経歴
1993年にアルマトイで生まれ、5歳の時、母親の希望によりスケートを始める。最初は冬場にアルマトイ市内の屋外リンクで練習を行い、後にショッピングモール内のリンクへと場所を移した。
9歳の時、ロシアのオムスクで行われた大会で優勝した際に、ジャッジのひとりから旧ソ連地域内の低年齢競技者を対象とした競技会「クリスタルスケート」に招待された。この大会でエレーナ・ブイアノワと出会い、彼女が指導するサマーキャンプに参加するようになった。
10歳の時、ブイアノワの勧めで母親と共にロシアに移住。2004年から2010年までの7年間モスクワでブイアノワとタチアナ・タラソワから本格的な指導を受けた。
2008-2009シーズン、JGPゴールデンリンクスで優勝。同時にカザフスタンに初めて国際スケート連盟主催競技会のメダルをもたらした。世界ジュニア選手権は4位。世界選手権では8位。いずれもISUフィギュアスケート選手権におけるカザフスタン史上最高順位である。
2009-2010シーズンからシニアに上がり、ISUグランプリシリーズに参戦。2010年のバンクーバーオリンピックにカザフスタン代表として出場し第11位となった。この2009-2010シーズン時点では、3回転アクセルを含む6種類の3回転ジャンプを競技会で用いており競技会での4回転ジャンプはない。しかし練習では4回転トウループや4回転トウループ+3回転トウループのコンビネーションを成功させている。4回転ジャンプに取り組み始めたのは12歳の頃で、当初は4回転サルコウを練習していたが、上手くいかなかった為トウループの練習に変えたという。
2010-2011シーズン、コーチをフランク・キャロルに変え拠点をロサンゼルスに移した。NHK杯では最下位、スケートアメリカではFSで5回の転倒をするなどして11位に終わり、世界選手権では過去最低の14位に沈んだ。
このシーズンでも4回転ジャンプへの競技会での挑戦は無かったが、翌2011-2012シーズンよりFSの冒頭に4回転トウループが取り入れられた。そして同シーズンのグランプリシリーズのスケートアメリカでは回転不足判定を受けたものの、続くスケートカナダでは着氷に成功した。
2011-2012シーズン、上記のグランプリシリーズでは2戦とも5位。これとは別に、世界ジュニア選手権に母国の後進の若手選手が出場できる出場枠を確保するために2シーズンぶりに出場して4位、世界選手権では4回転トゥループを成功させ、自身にとって過去最高の7位に入賞した。
2012-2013シーズン、SPとFSともにローリー・ニコルの振付で、映画『アーティスト』を前半と後半に分けて演じた。シーズンを通じて、右足首の怪我に悩まされていた。世界選手権ではSP、FSともにパーソナルベストを大きく更新する出来で2位。カザフスタンにISUチャンピオンシップスで初めてのメダルをもたらした。
2013-2014シーズン、両足首と背中の怪我および感染症によりスケートアメリカを欠場。中国杯では4位。メラーノ杯とアイスチャレンジで連続優勝する。ユニバーシアードは直前の練習で負傷し、SPを滑る前に棄権した。ソチオリンピックではSP9位と出遅れるも、FS3位となり総合3位で銅メダルを獲得した。なお、カザフスタンの選手としては初のフィギュアスケートのメダリストとなった。一方で、世界選手権は欠場を表明している。
2014-2015シーズン、エリック・ボンパール杯で自身初のグランプリシリーズのメダルを獲得。韓国で開催された四大陸選手権では2位に30点近い大差をつけ優勝した。カザフスタンに初めて四大陸選手権のメダルをもたらした。中国で開催された世界選手権では、ショートプログラムの冒頭で別の選手の曲がかかるという集中力が削がれるアクシデントに見舞われ、冒頭の4回転ジャンプで転倒。それでも3位となり、世界選手権で2つ目のメダルを獲得した。
2015-2016シーズン、スケートアメリカは腰と股関節の怪我が影響し9位。四大陸選手権は欠場。世界選手権は11位に終わった。
2016-2017シーズン、グランプリシリーズはフランス杯の1戦のみ出場だったが銀メダルを獲得した。2017年世界フィギュアスケート選手権ではSP9位で折り返しカザフスタンの2枠が期待されるもFSでは2回の転倒等のミスが響き総合16位でシーズンを終える。
2017-2018シーズン、平昌オリンピックに向けた調整を兼ねて数々の試合に出場するも、振るわない成績が続いた。2月16日の平昌オリンピックでは、SP70.12点で27位に終わり、FSには進めなかった。同年の世界選手権には出場せず。引退宣言はせず、シーズン末の6月のアサインにて、次シーズンのロステレコム杯の出場が発表されていた。

## 死去

### 殺害事件
2018年7月19日、故郷アルマトイ中心部で友人との食事を終えたばかりのテンは、駐車しておいた自家用車(レクサス・GX)のミラーを盗もうとしていた男二人組と争いになり右大腿部など複数箇所を刺された。その後、出血がひどく意識が無い状態で通行人に発見され、ただちにアルマトイ中央病院の救急センターへ搬送されたが、2時間にわたる蘇生措置もむなしく出血性ショックのため25歳という若さで死去。
同月20日、カザフスタン内務省は容疑者2人を拘束し、2人とも容疑を認めたという。裁判所は捜査のため2ヵ月の拘束を認めた。カザフスタン地元メディアによると、容疑者たち2人が盗もうとした車のミラーの価格は約12万5千テンゲ（約4万円）。転売市場で半額ほどで売ることができるという。
21日に同市内のスポーツ施設で市民葬が行われ、ムハメディウルイ文化スポーツ相は「カザフスタンだけでなく、世界中が悲しんでいる」と弔辞を述べた。遺体はアルマトイ近郊のドルジバ村の墓地に埋葬された。
テンの訃報は世界中に伝えられ、スケート関係者を始めとする多くの著名人が自身のSNSなどで哀悼の意を表明し、その優しい人柄を偲んだ。
在日カザフスタン大使館は7月20～23日に日本のファンのために献花台を設け、多くのファンが弔問に訪れた。
テンは2018-2019年シーズンのセルゲイ・ボロノフのFSの振り付けを行っており、それが遺作となった。ボロノフは2018年7月にアイスショー出演のため来日した際に取材に応じ、「自分のこれからの責任、義務として、彼が振り付けたプログラムをずっと滑っていきたい。彼の考えや気持ちを伝えることは、私の運命かもしれない」と話した。
2019年1月18日、アルマトイの裁判所は被告の男2人に対して禁錮18年の判決を言い渡した。また、事件を通報しなかったとして起訴されていた女1人に禁錮4か月の判決が言い渡された。

### 財団の創立
2018年8月、遺族・友人によりデニス・テン財団が創立され、10月に公式ホームページが開設された。財団はデニス・テン記念館やフィギュアスケートアカデミーの開設、生前にデニス本人が始めていたプロジェクトの継承が目的であるという。生前にデニスは詩やエッセイ・短編小説を書き溜めており、脚本をコンテストに応募していた。その脚本の作品化、そして撮影した写真・制作した音楽アルバムの保存・展示などに取り組むとしている。
2018年8～9月にアルマトイで「D10World」という展覧会が開催、その後、2018年11月には首都アスタナ、2019年3月20～24日には世界選手権会場であるさいたまスーパーアリーナの一角でも開催された。2019年、7月19日の命日には事件現場に建てられた記念碑の前で追悼式が行われ、日本からは髙橋大輔・無良崇人・浅田真央が出席した。翌20日に行われた追悼アイスショー「Denis`Friends」には無良・浅田が出演している。
2020年末には、デニス・テンの名前を冠した「デニス・テンフィギュアスケートアカデミー」が故郷アルマトイで創設される。

## 主な戦績

### 2012-2013シーズンから
| 大会/年            | 2012-13 | 2013-14 | 2014-15 | 2015-16 | 2016-17 | 2017-18 |
| ------------------ | ------- | ------- | ------- | ------- | ------- | ------- |
| 冬季オリンピック   |         | 3       |         |         |         | 27      |
| 世界選手権         | 2       |         | 3       | 11      | 16      |         |
| 四大陸選手権       | 12      | 4       | 1       |         |         | 15      |
| カザフスタン選手権 | 1       | 1       | 1       |         |         |         |
| GPフランス杯       |         |         | 3       | 4       | 2       | 8       |
| GPスケートアメリカ |         |         | 4       | 9       |         |         |
| GP中国杯           |         | 4       |         |         |         |         |
| GPロステレコム杯   | 9       |         |         |         |         | 9       |
| GPスケートカナダ   | 6       |         |         |         |         |         |
| CSネペラ記念       |         |         |         |         | 棄権    |         |
| CSゴールデンスピン |         |         | 1       | 1       | 棄権    | 4       |
| ユニバーシアード   |         |         |         |         | 1       |         |
| プランタン杯       |         |         |         | 2       |         |         |
| NRW杯              |         |         |         | 2       |         |         |
| アイスチャレンジ   |         | 1       |         |         |         |         |
| メラーノ杯         |         | 1       |         |         |         |         |
| ボルボオープン     | 1       |         |         |         |         |         |
| ネーベルホルン杯   | 7       |         |         |         |         |         |
| ニース杯           |         |         |         |         |         | 5       |

### 2011-2012シーズンまで
| 大会/年               | 2004-05 | 2005-06 | 2006-07 | 2007-08 | 2008-09 | 2009-10 | 2010-11 | 2011-12 |
| --------------------- | ------- | ------- | ------- | ------- | ------- | ------- | ------- | ------- |
| 冬季オリンピック      |         |         |         |         |         | 11      |         |         |
| 世界選手権            |         |         |         |         | 8       | 13      | 14      | 7       |
| 四大陸選手権          |         |         |         |         | 9       | 10      |         | 6       |
| カザフスタン選手権    | 4       | 1       | 2       |         |         | 1       |         | 1       |
| GPスケートアメリカ    |         |         |         |         |         |         | 11      | 5       |
| GPスケートカナダ      |         |         |         |         |         | 7       |         | 5       |
| GPNHK杯               |         |         |         |         |         |         | 12      |         |
| GP中国杯              |         |         |         |         |         | 10      |         |         |
| ゴールデンスピン      |         |         |         |         |         | 1       |         | 2       |
| ネーベルホルン杯      |         |         |         |         |         |         |         | 9       |
| イスタンブール杯      |         |         |         |         |         |         |         | 1       |
| 冬季アジア大会        |         |         |         |         |         |         | 1       |         |
| NRW杯                 |         |         |         | 1 J     |         | 4       |         |         |
| 世界Jr.選手権         |         |         | 26      | 16      | 4       | 9       |         | 4       |
| JGPファイナル         |         |         |         |         | 5       |         |         |         |
| JGPゴールデンリンクス |         |         |         |         | 1       |         |         |         |
| JGPクールシュヴェル   |         |         |         |         | 4       |         |         |         |
| JGPタリン杯           |         |         |         | 10      |         |         |         |         |
| JGPハルギタ杯         |         |         |         | 6       |         |         |         |         |
| JGP ハーグ            |         |         | 10      |         |         |         |         |         |
| ドラゴントロフィー    |         |         | 1 J     |         |         |         |         |         |
| ニース杯              | 2 N     |         | 1 N     |         |         |         |         |         |

- J - ジュニアクラス
- N - ノービスクラス

### 詳細
| 2017-2018 シーズン    |                                                        |          |           |           |
| 開催日                | 大会名                                                 | SP       | FS        | 結果      |
| 2018年2月9日 - 25日   | 2018年平昌オリンピック（江陵）                         | 27 70.12 | -         | 27        |
| 2018年1月20日 - 27日  | 2018年四大陸フィギュアスケート選手権（台北）           | 11 75.30 | 15 135.52 | 15 210.82 |
| 2017年12月6日 - 9日   | ISUチャレンジャーシリーズ ゴールデンスピン（ザグレブ） | 1 80.50  | 5 148.31  | 4 228.81  |
| 2017年11月17日 - 19日 | ISUグランプリシリーズフランス杯（グルノーブル）        | 7 83.70  | 10 144.87 | 8 228.57  |
| 2017年10月11日 - 15日 | ニース杯（ニース）                                     | 6 72.48  | 5 142.03  | 5 214.51  |
| 2017年10月20日 - 22日 | ISUグランプリシリーズロステルコム杯（モスクワ）        | 10 69.00 | 8 145.35  | 9 214.35  |

| 2016-2017 シーズン     |                                                        |         |           |           |
| 開催日                 | 大会名                                                 | SP      | FS        | 結果      |
| 2017年3月27日 - 4月2日 | 2017年世界フィギュアスケート選手権（ヘルシンキ）       | 9 90.18 | 20 144.13 | 16 234.31 |
| 2017年1月31日 - 2月5日 | ユニバーシアード冬季競技大会（アルマトイ）             | 1 94.91 | 1 172.06  | 1 266.97  |
| 2016年12月7日 - 10日   | ISUチャレンジャーシリーズ ゴールデンスピン（ザグレブ） | 7 73.35 | -         | 棄権      |
| 2016年11月11日 - 13日  | ISUグランプリシリーズ フランス杯（パリ）               | 3 89.21 | 3 180.05  | 2 269.26  |

| 2015-2016 シーズン     |                                                          |          |           |           |
| 開催日                 | 大会名                                                   | SP       | FS        | 結果      |
| 2016年4月22日 - 24日   | 2016年コーセー・チームチャレンジカップ（スポケーン）     | 3 92.63  | 7 147.77  | 注        |
| 2016年3月26日 - 4月3日 | 2016年世界フィギュアスケート選手権（ボストン）           | 12 78.55 | 12 151.58 | 11 230.13 |
| 2016年3月11日 - 13日   | 2016年プランタン杯（ルクセンブルク市）                   | 1 86.95  | 4 133.09  | 2 220.04  |
| 2015年12月2日 - 5日    | ISUチャレンジャーシリーズ ゴールデンスピン（ザグレブ）   | 1 94.03  | 1 182.36  | 1 276.39  |
| 2015年11月25日 - 29日  | 2015年NRW杯（ドルトムント）                              | 3 82.63  | 2 159.28  | 2 241.91  |
| 2015年11月13日 - 15日  | ISUグランプリシリーズ エリック・ボンパール杯（ボルドー） | 4 80.10  | 中止      | 4         |
| 2015年10月23日 - 25日  | ISUグランプリシリーズ スケートアメリカ（ミルウォーキー） | 6 79.02  | 11 122.50 | 9 201.52  |

| 2014-2015 シーズン    |                                                          |         |          |          |
| 開催日                | 大会名                                                   | SP      | FS       | 結果     |
| 2015年3月23日 - 29日  | 2015年世界フィギュアスケート選手権（上海）               | 3 85.89 | 1 181.83 | 3 267.72 |
| 2015年2月9日 - 15日   | 2015年四大陸フィギュアスケート選手権（ソウル）           | 1 97.61 | 1 191.85 | 1 289.46 |
| 2014年12月4日 - 7日   | ISUチャレンジャーシリーズ ゴールデンスピン（ザグレブ）   | 1 92.51 | 2 157.43 | 1 249.94 |
| 2014年11月21日 - 23日 | ISUグランプリシリーズ エリック・ボンパール杯（ボルドー） | 1 91.78 | 5 144.50 | 3 236.28 |
| 2014年10月24日 - 26日 | ISUグランプリシリーズ スケートアメリカ（シカゴ）         | 4 77.18 | 4 147.56 | 4 224.74 |

| 2013-2014 シーズン    |                                              |         |          |          |
| 開催日                | 大会名                                       | SP      | FS       | 結果     |
| 2014年2月6日 - 22日   | ソチオリンピック（ソチ）                     | 9 84.06 | 3 171.04 | 3 255.10 |
| 2014年1月20日 - 25日  | 2014年四大陸フィギュアスケート選手権（台北） | 5 76.34 | 4 150.03 | 4 226.37 |
| 2013年11月19日 - 24日 | 2013年アイスチャレンジ（グラーツ）           | 1 88.19 | 1 173.19 | 1 261.38 |
| 2013年11月14日 - 17日 | 2013年メラーノ杯（メラーノ）                 | 1 82.21 | 2 148.91 | 1 231.12 |
| 2013年11月1日 - 3日   | ISUグランプリシリーズ 中国杯（北京）         | 4 77.05 | 3 147.75 | 4 224.80 |

| 2012-2013 シーズン    |                                                    |         |           |           |
| 開催日                | 大会名                                             | SP      | FS        | 結果      |
| 2013年3月10日 - 17日  | 2013年世界フィギュアスケート選手権（ロンドン）     | 2 91.56 | 1 174.92  | 2 266.48  |
| 2013年2月6日 - 11日   | 2013年四大陸フィギュアスケート選手権（大阪）       | 7 78.05 | 17 119.21 | 12 197.26 |
| 2013年1月10日 - 13日  | 2012年ボルボオープンカップ（リガ）                 | 1 79.21 | 2 125.12  | 1 204.33  |
| 2012年11月9日 - 11日  | ISUグランプリシリーズ ロステレコム杯（モスクワ）   | 9 59.42 | 9 118.35  | 9 177.77  |
| 2012年10月26日 - 28日 | ISUグランプリシリーズ スケートカナダ（ウィンザー） | 4 75.26 | 8 128.44  | 6 203.70  |
| 2012年9月27日 - 29日  | 2012年ネーベルホルン杯（オーベルストドルフ）       | 4 67.88 | 8 130.51  | 7 198.39  |

| 2011-2012 シーズン     |                                                              |         |          |          |
| 開催日                 | 大会名                                                       | SP      | FS       | 結果     |
| 2012年3月26日 - 4月1日 | 2012年世界フィギュアスケート選手権（ニース）                 | 8 76.00 | 6 153.70 | 7 229.70 |
| 2012年2月27日 - 3月4日 | 2012年世界ジュニアフィギュアスケート選手権（ミンスク）       | 3 73.78 | 4 134.42 | 4 208.20 |
| 2012年2月7日 - 12日    | 2012年四大陸フィギュアスケート選手権（コロラドスプリングス） | 5 77.73 | 7 132.30 | 6 210.03 |
| 2011年12月13日 - 18日  | 2011年イスタンブール杯（イスタンブール）                     | 1 68.75 | 1 152.08 | 1 220.83 |
| 2011年12月8日 - 10日   | 2011年ゴールデンスピン（ザグレブ）                           | 1 76.36 | 2 144.11 | 2 220.47 |
| 2011年10月28日 - 30日  | ISUグランプリシリーズ スケートカナダ（ミシサガ）             | 5 71.40 | 6 140.99 | 5 212.39 |
| 2011年10月21日 - 23日  | ISUグランプリシリーズ スケートアメリカ（オンタリオ）         | 6 67.38 | 7 130.60 | 5 197.98 |
| 2011年9月22日 - 24日   | 2011年ネーベルホルン杯（オーベルストドルフ）                 | 5 68.66 | 9 118.59 | 9 187.25 |

| 2010-2011 シーズン     |                                                        |          |           |           |
| 開催日                 | 大会名                                                 | SP       | FS        | 結果      |
| 2011年4月24日 - 5月1日 | 2011年世界フィギュアスケート選手権（モスクワ）         | 10 71.00 | 14 138.99 | 14 209.99 |
| 2011年1月30日 - 2月6日 | 第7回アジア冬季競技大会（アスタナ）                    | 1 76.22  | 3 132.67  | 1 208.89  |
| 2010年11月12日 - 14日  | ISUグランプリシリーズ スケートアメリカ（ポートランド） | 6 64.50  | 11 111.61 | 11 176.11 |
| 2010年10月22日 - 24日  | ISUグランプリシリーズ NHK杯（名古屋）                  | 6 68.74  | 12 102.94 | 12 171.68 |

| 2009-2010 シーズン       |                                                      |          |           |           |
| 開催日                   | 大会名                                               | SP       | FS        | 結果      |
| 2010年3月22日 - 28日     | 2010年世界フィギュアスケート選手権（トリノ）         | 9 77.40  | 15 125.06 | 13 202.46 |
| 2010年3月8日 - 14日      | 2010年世界ジュニアフィギュアスケート選手権（ハーグ） | 4 68.40  | 15 103.46 | 9 171.86  |
| 2010年2月12日 - 28日     | バンクーバーオリンピック（バンクーバー）             | 10 76.24 | 14 135.01 | 11 211.25 |
| 2010年1月25日 - 31日     | 2010年四大陸フィギュアスケート選手権（全州）         | 4 70.50  | 14 102.15 | 10 172.65 |
| 2009年12月10日 - 12日    | 2009年ゴールデンスピン（ザグレブ）                   | 1 75.41  | 2 118.83  | 1 194.24  |
| 2009年12月3日 - 6日      | 2009年NRW杯（ドルトムント）                          | 2 78.78  | 8 120.19  | 4 198.97  |
| 2009年11月19日 - 22日    | ISUグランプリシリーズ スケートカナダ（キッチナー）   | 3 75.45  | 9 117.88  | 7 193.33  |
| 2009年10月29日 - 11月1日 | ISUグランプリシリーズ 中国杯（北京）                 | 9 64.05  | 10 118.58 | 10 182.63 |

| 2008-2009 シーズン     |                                                            |          |          |          |
| 開催日                 | 大会名                                                     | SP       | FS       | 結果     |
| 2009年3月23日 - 29日   | 2009年世界フィギュアスケート選手権（ロサンゼルス）         | 17 68.54 | 6 142.89 | 8 211.43 |
| 2009年2月23日 - 3月1日 | 2009年世界ジュニアフィギュアスケート選手権（ソフィア）     | 5 64.8   | 4 118.97 | 4 183.77 |
| 2009年2月2日 - 8日     | 2009年四大陸フィギュアスケート選手権（バンクーバー）       | 10 61.32 | 8 123.5  | 9 184.82 |
| 2008年12月11日 - 14日  | 2008/2009 ジュニアグランプリファイナル（高陽）             | 7 60.59  | 3 119.75 | 5 180.34 |
| 2008年10月1日 - 5日    | ISUジュニアグランプリ ゴールデンリンクス（ホメリ）         | 1 68.36  | 2 119.71 | 1 188.07 |
| 2008年8月27日 - 31日   | ISUジュニアグランプリ クールシュヴェル（クールシュヴェル） | 5 54.81  | 5 109.06 | 4 163.87 |

| 2007-2008 シーズン       |                                                          |         |          |           |
| 開催日                   | 大会名                                                   | SP      | FS       | 結果      |
| 2008年2月25日 - 3月2日   | 2008年世界ジュニアフィギュアスケート選手権（ソフィア）   | 8 60.00 | 19 95.70 | 16 155.70 |
| 2007年11月30日 - 12月2日 | 2007年NRW杯 ジュニアクラス（ドルトムント）               | 1 56.23 | 1 106.41 | 1 162.64  |
| 2007年9月20日 - 23日     | ISUジュニアグランプリ タリン杯（タリン）                 | 10 43.6 | 10 85.57 | 10 129.17 |
| 2007年9月6日 - 9日       | ISUジュニアグランプリ ハルギタ杯（ミエルクレア＝チュク） | 3 53.88 | 6 90.45  | 6 144.33  |

| 2006-2007 シーズン     |                                                                  |          |          |           |
| 開催日                 | 大会名                                                           | SP       | FS       | 結果      |
| 2007年2月26日 - 3月4日 | 2007年世界ジュニアフィギュアスケート選手権（オーベルストドルフ） | 26 45.69 | -        | 26        |
| 2007年2月2日 - 4日     | 2007年ドラゴントロフィー ジュニアクラス（リュブリャナ）          | 1 48.23  | 1 100.56 | 1 148.79  |
| 2006年10月5日 - 8日    | ISUジュニアグランプリ ハーグ（ハーグ）                           | 14 41.52 | 7 96.28  | 10 137.80 |

## プログラム使用曲
| シーズン | ショートプログラム | フリースケーティング | エキシビション |
| -------- | --- | --- | --- |
| 2017–18  | Tu Sei ボーカル：ヴィットリオ・グリゴーロ 振付：デヴィッド・ウィルソン                                                                                 | SOS d'un terrien en detresse 曲：Luc Plamondon, Michel Berger 演奏：ディマシュ・クダイベルゲン 振付：デヴィッド・ウィルソン | Lose Yourself (Remix) 曲：エミネム 振付：シェイ＝リーン・ボーン |
| 2016–17  | 幻想序曲『ロメオとジュリエット』 作曲：ピョートル・チャイコフスキー 振付：ニコライ・モロゾフ                                                           | 歌劇『トスカ』より 作曲：ジャコモ・プッチーニ 振付：ニコライ・モロゾフ | Made to Love 作曲：ジョン・レジェンドBass Head 曲：ベースネクター 振付：シェイ＝リーン・ボーン |
| 2015–16  | ミサ・タンゴ 作曲：ルイス・バカロフ 振付：ローリー・ニコル                                                                                             | ミサ・タンゴ 作曲：ルイス・バカロフ 振付：ローリー・ニコル幻想序曲『ロメオとジュリエット』 作曲：ピョートル・チャイコフスキー 振付：ローリー・ニコル | Bass Head 曲：ベースネクター 振付：シェイ＝リーン・ボーン |
| 2014–15  | Caruso 作曲：ルーチョ・ダッラ ボーカル：ジョセフ・カレヤ 振付：ローリー・ニコル                                                                        | アルバム『New Impossibilties』より Ambush from Ten Sides for Pipa, Sheng, Guitar, Cello and Orchestra 曲：ヨーヨー・マ、ザ・シルクロード・アンサンブル Vocussion 曲：Sandeep Das、Joseph Gramley、Dong-Won Kim、Shane Shanahan、Mark Suter 振付：ローリー・ニコル | Mi Mancherai 映画『イル・ポスティーノ』より ボーカル：ジョシュ・グローバン 振付：ステファン・ランビエールMoney On My Mind 曲：サム・スミス                                                        |
| 2013–14  | 死の舞踏 作曲：カミーユ・サン＝サーンス 振付：ローリー・ニコル                                                                                         | バレエ『お嬢さんとならず者』より ロマンス 映画『馬あぶ』より 作曲：ドミートリイ・ショスタコーヴィチ 振付：ローリー・ニコル | Complicated Everything I Can't Have 曲：ロビン・シックWarriors of Kazakhstan 演奏：TuranMi Mancherai 映画『イル・ポスティーノ』より ボーカル：ジョシュ・グローバン 振付：ステファン・ランビエール |
| 2012–13  | 映画『アーティスト』サウンドトラックより アーティスト序曲 ワルツ・フォー・ペピー 涙雨 燃え上がる焔 作曲：ルドヴィック・ブールス 振付：ローリー・ニコル | 映画『アーティスト』サウンドトラックより ハッピー・エンド ジョージ・ヴァレンティン マイ・スーサイド ペピーとジョージ 作曲：ルドヴィック・ブールス 振付：ローリー・ニコル                                                                                          | 雨に唄えば ボーカル：ジーン・ケリーPer Te ボーカル：ジョシュ・グローバン |
| 2011–12  | 幻想的小品集 第1曲悲歌 作曲：セルゲイ・ラフマニノフ 振付：ローリー・ニコル                                                                             | アディオス・ノニーノ 作曲：アストル・ピアソラ 振付：ローリー・ニコル | Per Te ボーカル：ジョシュ・グローバンニュー・シネマ・パラダイス ボーカル：ジョシュ・グローバン |
| 2010–11  | ブエノスアイレスの春 作曲：アストル・ピアソラ 振付：ステファン・ランビエール                                                                           | 死の舞踏 作曲：フランツ・リスト 振付：ローリー・ニコル | |
| 2009–10  | シング・シング・シング 作曲：ルイ・プリマ 振付：タチアナ・タラソワ                                                                                     | パソドブレ アランフェス協奏曲 作曲：ホアキン・ロドリーゴ 振付：タチアナ・タラソワ | ユー・アー・ナット・アローン ブラック・オア・ホワイト 作曲：マイケル・ジャクソン |
| 2008–09  | フラメンコ 映画『レジェンド・オブ・メキシコ/デスペラード』より 振付：タチアナ・タラソワ                                                                | ピアノ協奏曲第2番 作曲：セルゲイ・ラフマニノフ 振付：タチアナ・タラソワ | 白鳥（サン＝サーンス「動物の謝肉祭」より） テクノミュージック |
| 2007–08  | フラメンコ 映画『レジェンド・オブ・メキシコ/デスペラード』より 振付：タチアナ・タラソワ                                                                | ペール・ギュント 作曲：エドヴァルド・グリーグ 振付：タチアナ・タラソワ | |
| 2006–07  | 「ファウスト」による 華麗なる幻想曲 作曲：ヘンリク・ヴィエニャフスキ                                                                                   | 映画『マスク』より 作曲：ランディ・エデルマン ムーンライト・セレナーデ 作曲：グレン・ミラーチャタヌーガ・チュー・チュー 作曲：ハリー・ウォーレン サマータイム 作曲：ジョージ・ガーシュウィン                                                                      | |